# Przemysław Bomastek
Przemysław Bomastek (ur. 22 lutego 1979) – polski hokeista.

## Kariera
- GKS Katowice (2000–2001)
- Nesta Toruń (2001–2015)

Wieloletni zawodnik i kapitan toruńskiego klubu. Pod koniec października 2015 ogłosił zakończenie kariery.